# Tivoli, les jardins de la Villa d'Este
Tivoli, les jardins de la Villa d'Este est une huile sur carton de 44 × 61 centimètres réalisée par Camille Corot en 1843.
Corot a visité la villa d'Este à Tivoli en décembre 1827 lors de son premier voyage en Italie. Il ne laisse alors que l’esquisse d’une vue partielle. C’est au cours de son troisième voyage en Italie en 1843, qu’il passe plus de temps à Tivoli, dessine, prend des notes, peint une vue des Cascatelles (Paris, musée du Louvre) et trois vues de la Villa d’Este, dont celle-ci qui place le spectateur sur la terrasse.
Celui-ci se retrouve dans une atmosphère enveloppante qui unifie la composition du tableau, audacieusement bâtie sur le vide du premier plan. Un examen technique récent a révélé que le jeune garçon perché sur la balustrade avait été ajouté plus tard pour donner un sens à une composition par ailleurs magistrale : les verticales formées par les arbres viennent par exemple se superposer aux horizontales des toits et de la balustrade.
Les tonalités du tableau sont imprégnées d’une brume dans la gamme des gris, à peine enrichie ici et là par un ton local, parsemée des touches vertes des cyprès. Le regard du spectateur parcourt ainsi cet univers mélancolique, renforcé par le jeu subtil de la lumière : des rayons de soleil perceptibles au travers d'une succession d'écrans.
Berthe Morisot, élève de Corot, a réalisé une copie de ce tableau